# 에키온
에키온(Echion)은 그리스 신화에 나오는 테베 왕 펜테우스의 아버지이다. 그리스어로 '뱀' 또는 '용의 아들'이라는 뜻이다. 스파르토이 가운데 한 사람이다. 제우스에게 유괴된 에우로페를 찾아나선 카드모스는 신탁에 따라 에우로페를 단념하고 새로운 도시를 건설하게 되었는데, 이 과정에서 용을 죽이고 그 이빨을 땅에 심었다. 그러자 땅에서 무장한 병사들이 솟아나와 서로 싸우다가 에키온을 포함한 5명만 살아남았다. 이들은 카드모스의 지배를 받아들여 테베 귀족의 조상이 되었다. 에키온은 카드모스의 딸 아가베와 결혼하여 카드모스의 뒤를 이어 테베의 2대 왕이 된 펜테우스를 낳았다. 한편 전령의 신 헤르메스가 메네테스의 딸 안티아니라와의 사이에서 낳은 아들도 에키온이다. 그는 형제인 에우리토스와 함께 황금의 양모피를 찾는 아르고호의 모험과 칼리돈의 멧돼지 사냥에 참가하였다.